# Dismorphia boliviana
Dismorphia boliviana es una especie de mariposa, de la familia de las piérides, que fue descrita por Forster, en 1955, a partir de ejemplares procedentes de Bolivia.

## Distribución
Dismorphia boliviana es endémica de Bolivia (región Neotropical).